# القوات المسلحة الجورجية
القوات المسلحة الجورجية هي القوات الرسمية التي تحمي دولة جورجيا وتتألف من القوات البرية الجورجية ومن القوات الجوية الجورجية ومن لواء القوات الخاصة الجورجية ومن حرس الساحل الجورجي ومن الحرس الوطني الجورجي والقائد الأعلى للقوات هو رئيس الجمهورية الجورجية تأسست هذه القوات في سنة 1990 قبل فترة قليلة من انفصال جورجيا عن الاتحاد السوفيتي في سنة 1991 هذه القوات لا زالت تحارب في أبخازيا وفي أوسيتيا الجنوبية، كما أن القوات الجورجية بعثت بقواتها إلى أفغانستان، ويبلغ عدد هذه القوات حوالي 57 ألف جندي.